# کالین هوور
کالین هوور (متولد ۱۱ دسامبر ۱۹۷۹) نویسنده پرفروش نیویورک تایمز برای ۷ رمان و یک رمان کوتاه است. رمان‌های هوور در زمینه ادبیات بزرگسالان و جوانان است.
او اولین رمانش با نام، بسته، را در ژانویه ۲۰۱۲ منتشر کرد. از آن به بعد، تمام رمان‌هایش جزء بهترین فروش‌های نیویورک تایمز شدند.
کالین هوور در برنامه شبانه اخبار ای بی سی و امروز صبح سی بی اس حاضر شد.

## کودکی و مسیر شغلی
کالین هوور در ۱۱ دسامبر ۱۹۷۹ در سولفور اسپرینگز تگزاس متولد شد. او در سالتیلو بزرگ شد و در سال ۱۹۹۸ از دبیرستان سالتیلو فارغ‌التحصیل شد. در سال ۲۰۰۰، با هیث هوور ازدواج کرد و در حال حاضر از او سه پسر دارد. هوور از دانشگاه‌ای اند ام کامرس تگزاس در رشته خدمات اجتماعی فارغ‌التحصیل شد. او قبل از شروع حرفه نویسندگی در خدمات اجتماعی و تدریس کار می‌کرد.
در نوامبر ۲۰۱۱، کالین شروع به نگارش اولین رمان خود، بسته، کرد؛ بدون اینکه قصد چاپ آن را داشته باشد. او از یک ترانه از گروه اوت برادرز الهام گرفت. به همین دلیل ترانه آن‌ها را در داستانش گنجانید. بعد از چندماه، رمان او بررسی شد و ماریس بلک، یک وبلاگ نویس بزرگ، به او ۵ ستاره اعطا کرد. بعد از آن، فروش به سرعت افزایش یافت. بسته و دنباله آن، نقطه عقب‌نشینی، هردو در لیست بهترین فروش نیویورک تایمز آورده شدند.

## نوشته‌ها

### بسته
هوور اولین رمانش را خودش در ژانویه ۲۰۱۲ چاپ کرد. بسته در ابتدا در ۲۲ ژوئیه ۲۰۱۲ بهترین فروش نیویورک تایمز را داشت و در ۵ اوت ۲۰۱۲ رتبه ۸ فیکشن‌های الکترونیکی را کسب کرد. در ۱۰ آگوست ۲۰۱۲، آتریا بوکس آن را دوباره چاپ کرد.

### نقطه عقب‌نشینی
هوور خودش نقطه عقب‌نشینی را به عنوان دنباله بسته در فوریه ۲۰۱۲ چاپ کرد. این کتاب در ابتدا در ۲۹ ژوئیه ۲۰۱۲ جزء بهترین فروش‌های نیویورک تایمز شد و در ۵ اوت ۲۰۱۲ رتبه ۱۸ را بدست آورد. در ۱۰ آگوست ۲۰۱۲، آتریا بوکس آن را همراه با بسته دوباره چاپ کرد.

### این دختر
آتریا بوکس این دختر را چاپ کرد. این کتاب سومین و آخرین بخش داستان‌های بسته بود و در ۳۰ آوریل ۲۰۱۳ منتشر شد. در ۱۰ می ۲۰۱۳ این کتاب هم در لیست بهترین فروش‌های نیویورک تایمز آمد و به رتبه ۹ صعود کرد.

### بوسه یک پدر
«بوسه یک پدر» داستانی کوتاه و ادامه مجموعه بسته است. هوور این کتاب را به عنوان مجموعه‌ای با نام بوسه: مجموعه عشق و رویارویی‌های نزدیک دیگر در ۱۵ ژانویه ۲۰۱۴ چاپ کرد.

### ناامید
هوور خودش در دسامبر ۲۰۱۲ ناامید را چاپ کرد. در ۶ ژانویه ۲۰۱۳ این کتاب رتبه ۱۹ را در لیست بهترین فروش‌های نیویورک تایمز کسب کرد. در ۲۰ ژانویه ۲۰۱۳ تا رتبه ۱ صعود کرد و تا سه هفته در این رتبه ماند. این اولین باری بود که یک رمان با چاپ مستقل در لیست بهترین فروش نیویورک تایمز رتبه ۱، در لیست بهترین فروش چاپ مستقل رتبه ۱ و در لیست بهترین فروش کلی سال ۲۰۱۳ رتبه ۱۶ را می‌گرفت. هوور حقوق چاپ کتاب را در ژانویه ۲۰۱۳ به آتریا بوکس فروخت و نسخه کاغذی در ۷ می ۲۰۱۳ منتشر شد. هوور هنوز هم صاحب حقوق نسخه الکترونیکی کتابش است.

### امید ازدست رفته
آتریا بوکس در ۸ ژوئیه ۲۰۱۳ امید ازدست رفته را چاپ کرد. این کتاب رمان همراه ناامید و از زبان شخصیت دیگر آن داستان است. در ۲۸ ژوئیه ۲۰۱۳، این کتاب در لیست بهترین فروش نیویورک تایمز رتبه ۶ را کسب کرد.

### در جستجوی سیندرلا
در جستجوی سیندرلا یک رمان کوتاه رایگان است که هوور آن را به عنوان قدردانی از طرفدارانش بخاطر حمایتشان منتشر کرد. داستانش مربوط به ناامید و امید ازدست رفته است و چندین شخصیت مشابه دارد. دراصل، هوور و آتریا بوکس هیچ قصدی برای انتشار در جستجوی سیندرلا در قالب کتاب کاغذی نداشتند؛ چون قرار بود این کتاب رایگان باشد. درهرحال، بخاطر درخواست‌های زیاد طرفداران هوور، آتریا بوکس پذیرفت که این رمان را در قالب کاغذی چاپ کند. این کتاب امتیازات زیادی دریافت کرد، از جمله یک اختتامیه جدید و «داستان سیندرلا» ی خود هوور.

### شاید روزی
آتریا بوکس در ۱۸ مارس ۲۰۱۴، شاید روزی را چاپ کرد. در ۶ آوریل ۲۰۱۴ این کتاب رتبه ۳ لیست بهترین فروش نیویورک تایمز را کسب کرد و در ۱۴ سپتامبر ۲۰۱۴ در این لیست دوباره ظاهر شد و مقام ۲۱ را گرفت.
شاید روزی یک رمان مستقل دربارهٔ دختر و پسری جوان است که باهم موزیک می‌نویسند. هوور با گریفین پیترسون موسیقیدان همراه شد تا یک ترانه اصل برای این رمان بنویسد. خواننده‌ها می‌توانند در نسخه الکترونیکی روی لینک‌ها کلیک کنند یا با اسکن کیوآر کد نسخه کاغذی به وبسایتی بروند و به رایگان به موزیک گوش دهند.

### عشق زشت
آتریا بوکس در ۵ اوت ۲۰۱۴ عشق زشت را منتشر کرد. این کتاب برای سه هفته در لیست بهترین فروش نیویورک تایمز رتبه ۴ را حفظ کرد.

### هرگز هرگز
این کتاب با همکاری ترین فیشر نوشته شد. 

### اعتراف
آتریا بوکس در ۱۰ مارس ۲۰۱۵ اعتراف را منتشر کرد که در ۲۹ مارس ۲۰۱۵ رتبه نهم پرفروش های نیویورک تایمز را از آن خود کرد. 

### نه نوامبر
این کتاب در ۱۰نوامبر ۲۰۱۵ منتشر شد  و در ۲۹ نوامبر ۲۰۱۵ رتبه پنجم پرفروش های نیویورک تایمز را از آن خود کرد. 

### تمامش میکنیم
اتریا بوکس در ۲ اوت ۲۰۱۶ این کتاب را منتشر کرد. به گفته هوور نگارش این کتاب از بقیه آثار او بسیار دشوارتر بوده است.  مجله کرکس به این کتاب را ستاره نشان کرد. 

### بدون مِریت
این کتاب در ۳ اکتبر ۲۰۱۷ منتشر شد. 

## جوایز و دستاوردها

### جوایز
| سال  | مراسم                 | کار              | مقوله             | نتیجه     | ارجاع  |
| ---- | --------------------- | ---------------- | ----------------- | --------- | ------ |
| ۲۰۱۲ | جایزه انتخابی گودریدز | بسته             | فیکشن بزرگسالان   | نامزد شده | [ ۲۵ ] |
| ۲۰۱۳ | جایزه انتخابی گودریدز | امید ازدست رفته  | رمانس             | نامزد شده | [ ۲۶ ] |
| ۲۰۱۳ | جایزه انتخابی گودریدز | این دختر         | رمانس             | نامزد شده | [ ۲۶ ] |
| ۲۰۱۴ | جایزه یوتاپیا کان     | شاید روزی        | نوآورانه‌ترین فروش | برنده     | [ ۲۷ ] |
| ۲۰۱۵ | جایزه انتخابی گودریدز | اعتراف           | رمانس             | برنده     |        |
| ۲۰۱۶ | جایزه انتخابی گودریدز | ما تمامش می کنیم | رمانس             | برنده     |        |

### دستاوردها

#### بهترین فروش نیویورک تایمز
بسته (#۸)

نقطه عقب‌نشینی (#۱۸)

این دختر (#۹)

ناامید (#۱)

امید ازدست رفته(#۶)

شاید روزی (#۳)
اعتراف (#۴) 

#### بهترین فروش آمازون در سال ۲۰۱۳
ناامید (#۱۶)

## آثار
کتاب ها 
- بسته (۲۰۱۲)
- نقطه عقب نشینی (۲۰۱۲)
- این دختر (۲۰۱۳)
- ناامید (۲۰۱۳)
- امید ازدست رفته (۲۰۱۳)
- در جستجوی سیندرلا (۲۰۱۴) رمان کوتاه
- شاید روزی (۲۰۱۴)
- شاید نه (۲۰۱۴) رمان کوتاه
- عشق زشت (۲۰۱۴)
- هرگز هرگز (۲۰۱۵) رمان کوتاه سه بخشی همراه با ترین فیشر
- اعتراف (۲۰۱۵)
- ۹ نوامبر (۲۰۱۵)
- خیلی دیر (۲۰۱۶)
- ما تمامش می کنیم (۲۰۱۶)
- بدون مریت (۲۰۱۷)
- تمام خوبی هایت (۲۰۱۸)
- وریتی (حقیقت) (۲۰۱۸)
- شاید حالا (۲۰۱۸)
- پشیمانی از داشتن تو (۲۰۱۹)
- پیدا کردن کامل (۲۰۱۹)
- استخوان های قلب (۲۰۲۰)
- لیلا (۲۰۲۰)
- ما شروعش میکنیم (۲۰۲۲)
- یاد او (۲۰۲۲)